# Executive Airlines
Executive Airlines – amerykańskie linie lotnicze z siedzibą w portorykańskim mieście Carolina i główną bazą na lotnisku Luis Muñoz Marín, oferujące loty pasażerskie pomiędzy Karaibami i wyspami Bahama a Stanami Zjednoczonymi. 
Executive Airlines są regionalną filią American Airlines. Działają pod wspólną marką i kolorami z innymi regionalnymi liniami - American Eagle Airlines, mającymi swoją siedzibę w Fort Worth, w stanie Teksas.
W 2010 roku linie obsłużyły ponad 1 600 000 pasażerów.

## Historia
Executive Airlines powstały jako Executive Air Charter w 1986 roku, a następnie dołączyły do grupy American Eagle, tworząc AMR Eagle Holdings Corporation. Całość należy do AMR Corporation, która zarządza również liniami American Airlines.
W listopadzie 2007 roku przedstawiciele korporacji AMR ogłosili plany oddzielenia Executive Airlines i American Eagle od American Airlines.
W 2008 roku dotychczasowy CEO linii - Ed Criner został transferowany do bazy na lotnisku Chicago-O’Hare celem nadzorowania działania większych przedsięwzięć American Eagle, a stanowisko dyrektora Executive Airlines przejął jego zastępca Pedro Fabregas.
W 2011 roku FAA (ang. Federal Aviation Administration) ogłosiła zamiar nałożenia na Executive Airlines kary 550 000 dolarów, za brak wykonania inspekcji dwóch samolotów typu ATR-72. Jak wykazało dochodzenie - samoloty wykonały co najmniej 35 lotów pomiędzy 13 a 19 czerwca 2001 roku po przekroczeniu limitu dopuszczalnej liczby lotów, po których wymagana jest inspekcja maszyn.

## Flota
Poniższa tabela przedstawia stan floty Executive Airlines (sierpień 2011):
| Model       | Liczba |
| ----------- | ------ |
| ATR 72-202  | 2      |
| ATR 72-212  | 25     |
| ATR 72-212A | 12     |
| Razem       | 39     |